# Cao Đường
Cao Đường (chữ Hán giản thể: 高唐县, âm Hán Việt: Cao Đường huyện) là một huyện thuộc địa cấp thị Liêu Thành, tỉnh Sơn Đông, Cộng hòa Nhân dân Trung Hoa. Huyện Cao Đường có diện tích 949 km², dân số năm 2001 là 470.000 người. Huyện Cao Đường được chia thành 7 trấn và 3 hương.
- Trấn: Cao Đường, Thanh Bình, Duẫn Tập, Lương Thôn, Lưu Ly Tự, Tam Lý Phô.
- Hương: Hạc Hà, Khương Điếm, Dương Truân, Triệu Trại Tử.